# 뜨거운 해왕성
뜨거운 해왕성(영어: Hot Neptune)은 가설상의 천체로, 모항성으로부터 보통 1 천문단위 이내의 가까운 거리를 돌고 있는 해왕성급 질량의 행성이다. 뜨거운 해왕성의 질량은 우리 태양계의 천왕성 및 해왕성과 비슷하다. 최근 관측을 통해 뜨거운 해왕성이 예상보다 훨씬 더 흔하게 존재한다는 것을 알게 되었다. 질량만으로 놓고 보면 슈퍼지구보다 조금 무거운 정도에 불과한데, 아직까지 이들이 어떤 물질로 이루어져 있는지 밝혀지지 않았기 때문에, 뜨거운 해왕성은 대상 천체의 조성 성분이 우리 태양계의 천왕성이나 해왕성과 비슷하다는 가정 아래 나온 이름에 불과하다. 2008년 현재 뜨거운 해왕성으로 보이는 외계 행성 HAT-P-11b가 발견되었다. 이 별의 질량은 해왕성 질량의 4배이다. 뜨거운  해왕성도 뜨거운 목성과 같이 모항성과 매우 가까운 거리에서 공전하고 있기 때문에 모항성을 향해 항상 같은 면을 향하는 조석 고정 현상이 발생하며 이로 인하여 한쪽 반구에선 영원한 낮이 한쪽 반구는 영원한 밤이 지속되는 공통점을 가지고 있다.

## 같이 보기
- 뜨거운 목성